# Århus Bugt
Århus Bugt – zatoka Morza Bałtyckiego, położona w cieśninie Kattegat, u wybrzeży Danii, w regionie Jutlandia Środkowa, pomiędzy zatoką Kalø Vig, regionem Mols i półwyspem Helgenæs na północy, rafą Mejlflak na południowym wschodzie oraz wschodnim wybrzeżem Jutlandii (pomiędzy miejscowościami Aarhus i Norsminde) na zachodzie. Zajmuje powierzchnię około 150 km2 i ma do 50 m głębokości (przy czym wzdłuż klifowego wybrzeża na południe od Aarhus głębokość znacznie wzrasta blisko brzegu). Zachodnia część zatoki charakteryzuje się warunkami sprzyjającymi żegludze, natomiast w rejonie płaskiego wybrzeża w okolicach Norsminde oraz na północ od Risskov występują plaże kąpielowe oraz zabudowa letniskowa.